# 76 mm/62 M.M.I.
 76 mm/62 M.M.I. — 76,2-миллиметровая корабельная универсальная установка, разработанная и производившаяся в Италии компанией OTO Melara. Пушка была изготовлена в 84 экземплярах. Состоит на вооружении ВМС Италии. Орудия, демонтированные со списанных фрегатов, составляют основное вооружение патрульных катеров типа «Кассиопея». Её усовершенствованным вариантом стала артустановка 76 mm/62 Compact.